# カンピオナート・アマパエンセ
カンピオナート・アマパエンセ (Campeonato Amapaense) は、ブラジル・アマパー州のサッカーリーグである。アマパー州サッカー連盟 (Federação Amapaense de Futebol, FAF) が主催する。日本ではアマパー州選手権の名称で紹介されることが多い。

## 大会方式
2016年シーズン
5クラブが前期・後期を戦う。前後期それぞれ2ステージに分かれており、それぞれ以下の方式で戦う。
- ファーストステージ - 5チームによる1回総当たりのリーグ戦を行う。上位2チームがセカンドステージへ進む。
- セカンドステージ - ファーストステージを勝ち上がった2チームによる一発勝負。引き分けの場合は、ファーストステージの1位のチームが優勝となる。

前期・後期の優勝チーム同士で年間王者決定戦を行い、その勝者がカンピオナート・アマパエンセ優勝となる。前後期で優勝チームが同じ場合、決定戦は行われない。
※ブラジルのほかの州選手権と同様に、大会方式は毎年変わり得る。

## 参加クラブ
2017年シーズン 1部
- クリスタル（ポルトガル語版）
- インデペンデンテ（ポルトガル語版）
- マカパ（ポルトガル語版）
- マザガン（ポルトガル語版）
- サンタナ（ポルトガル語版）
- サントス
- サン・ジョゼ（ポルトガル語版）
- サンパウロ（ポルトガル語版）
- トレン（ポルトガル語版）
- イピランガ（ポルトガル語版）

## 歴代優勝クラブ
- 1944 マカパ
- 1945 アマパー
- 1946 マカパ
- 1947 マカパ
- 1948 マカパ
- 1949 オラトーリオ
- 1950 アマパー
- 1951 アマパー
- 1952 トレン
- 1953 アマパー
- 1954 マカパ
- 1955 マカパ
- 1956 マカパ
- 1957 マカパ
- 1958 マカパ
- 1959 マカパ
- 1960 サンタナ
- 1961 サンタナ
- 1962 サンタナ
- 1963 CEA

- 1964 ジュベントゥス
- 1965 サンタナ
- 1966 ジュベントゥス
- 1967 ジュベントゥス
- 1968 サンタナ
- 1969 マカパ
- 1970 サン・ジョゼ
- 1971 サン・ジョゼ
- 1972 サンタナ
- 1973 アマパー
- 1974 マカパ
- 1975 アマパー
- 1976 イピランガ
- 1977 グアラニー
- 1978 マカパ
- 1979 アマパー
- 1980 マカパ
- 1981 マカパ
- 1982 インデペンデンテ
- 1983 インデペンデンテ

- 1984 トレン
- 1985 サンタナ
- 1986 マカパ
- 1987 アマパー
- 1988 アマパー
- 1989 インデペンデンテ
- 1990 アマパー
- 1991 マカパ
- 1992 イピランガ
- 1993 サン・ジョゼ
- 1994 イピランガ
- 1995 インデペンデンテ
- 1996 不開催
- 1997 イピランガ
- 1998 アリアンサ
- 1999 イピランガ
- 2000 サントス
- 2001 インデペンデンテ
- 2002 イピランガ
- 2003 イピランガ

- 2004 イピランガ
- 2005 サン・ジョゼ
- 2006 サン・ジョゼ
- 2007 トレン
- 2008 クリスタル
- 2009 サン・ジョゼ
- 2010 トレン
- 2011 トレン
- 2012 オラトーリオ
- 2013 サントス
- 2014 サントス
- 2015 サントス
- 2016 サントス

## クラブ別優勝回数
| クラブ           | 優勝 | 優勝年                                                                                               |
| ---------------- | ---- | --- |
| マカパ           | 17   | 1944, 1946, 1947, 1948, 1954, 1955, 1956, 1957, 1958, 1959, 1969, 1974, 1978, 1980, 1981, 1986, 1991 |
| アマパー         | 10   | 1945, 1950, 1951, 1953, 1973, 1975, 1979, 1987, 1988, 1990                                           |
| イピランガ       | 8    | 1976, 1992, 1994, 1997, 1999, 2002, 2003, 2004                                                       |
| サンタナ         | 7    | 1960, 1961, 1962, 1965, 1968, 1972, 1985                                                             |
| サン・ジョゼ     | 6    | 1970, 1971, 1993, 2005, 2006, 2009                                                                   |
| インデペンデンテ | 5    | 1982, 1983, 1989, 1995, 2001                                                                         |
| トレン           | 5    | 1952, 1984, 2007, 2010, 2011                                                                         |
| サントス         | 5    | 2000, 2013, 2014, 2015, 2016                                                                         |
| ジュベントゥス   | 3    | 1964, 1966, 1967                                                                                     |
| オラトーリオ     | 2    | 1949, 2012                                                                                           |
| CEA              | 1    | 1963                                                                                                 |
| グアラニー       | 1    | 1977                                                                                                 |
| アリアンサ       | 1    | 1998                                                                                                 |
| クリスタル       | 1    | 2008                                                                                                 |